# گیوم بیگانسکی
گیوم بیگانسکی (فرانسوی: Guillaume Bieganski‎; ۳ نوامبر ۱۹۳۲ – ۸ اکتبر ۲۰۱۶) بازیکن فوتبال اهل فرانسه بود.
از باشگاه‌هایی که در آن بازی کرده‌است می‌توان به باشگاه فوتبال لانس و باشگاه فوتبال لیل اشاره کرد.
وی همچنین در تیم ملی فوتبال فرانسه بازی کرده‌است.